# Фюрстенберг, Карл Алоис цу
Карл Алоис цу Фюрстенберг (нем. Karl Aloys zu Fürstenberg; 26 июня 1760 — 25 марта 1799) ― австрийский полководец, фельдмаршал-лейтенант. Погиб в битве при Штокахе во время Войны второй коалиции.
Карл Алоис был третьим сыном в семье, которая являлась младшей ветвью династии Фюрстенбергов. Поскольку его шансы унаследовать титул князя цу Фюрстенберга были небольшими, он готовился к карьере военного: с детства к нему был приставлен гувернёр, который обучал его военным наукам. Поступил на службу к Габсбургам в 1777 году в возрасте 17 лет, и вскоре после этого принял участие в Войне за баварское наследие, которая оказалась довольно скоротечной (1778―79). Его стремительное продвижение по карьерной лестнице началось во время Австро-турецкой войны (1787—1791). В частности, он отличился в сражении при Шабаце, где возглавил штурм крепости на реке Сава.
Позднее Фюрстенберг проявил себя во время Французских революционных войн, сражаясь на стороне Первой коалиции. Полководец принял участие в сражениях при Кече, Фрешвиллере, в 1796 году ― при Эммендингене, Шлингене и Келе. Он находился на ключевых позициях, прикрывая манёвры австрийской армии. Имея под своим командованием 10 000 солдат, оборонял подходы к Рейну в Келе, участвовал при отражении штыковой атаки французов при Бельхайме. Город Шпайер был занят его войсками без потерь. К концу Войны первой коалиции, в возрасте 35 лет, Фюрстенберг был произведён в фельдмаршал-лейтенанты. В Войне второй коалиции он участвовал в первых двух сражениях Германской кампании, при Острахе 21 марта 1799 и при Штокахе 25 марта 1799. Во втором сражении его поразил выстрел картечью, когда он вёл в атаку гренадёрский полк: фельдмаршал был выбит с лошади и вскоре скончался.

## Детские годы и начало службы
Поскольку он был всего лишь третьим сыном в семье, которая была младшей ветвью княжеского рода Фюрстенбергов, Карла Алоиса с раннего возраста готовили к карьере военного. Его гувернёр, лейтенант Эрнст, в то время находился на службе у Габсбургов, и он брал шестилетнего Карла Алоиса на манёвры вместе с собой. Таким образом, уже в детском возрасте он начал изучать военную тактику, и тогда же его заметили множество важных военных деятелей, связи с которыми впоследствии позволили расширить ему своё обучение и помогли продвигаться по карьерной лестнице. В возрасте десяти лет Карлу было присвоено почётное звание Kreis-Obristen, или полковник имперского округа. В юношеском возрасте, в 1776 году, Фюрстенберг встретился с военным министром Австрии, графом Францем Морицем фон Ласси и бароном Эрнстом Гидеоном фон Лаудоном. Также он был приглашён на ужин с императором Иосифом II. Свою службу он начал в 1777 году в звании фендрика (знамёнщика). Первый полевой опыт он получил во время Войны за баварское наследство, хотя ни в каких битвах участия не принимал.
В 1780 году, в возрасте 20 лет, Фюрстенберг получил звание капитана и был приписан к 34-му пехотному полку (также известному как полк имени Антала Эстерхази), названный в честь Антала Эстерхази, генерала от кавалерии, фельдмаршала и дипломата. Во время службы в этом подразделении, он принял участие в пограничных столкновениях с турками в 1787—1792 годах, в частности, он командовал штурмом крепости Шабац (нем. Schabatz) на реке Сава (Сербия) 27 апреля 1788 года. Его заслуги были отмечены самим императором: на следующий день он был произведён в майоры и получил под своё командование гренадёрский батальон.
1 января 1790 года, по приказанию фон Лаудона Карлу Алоису было присвоено звание генерал-майора. В июне того же года он был назначен заместителем при кавалере (нем. Inhaber) и князе Антоне Эстерхази и исполнительным офицером в 34 пехотном полку. В то время назначение на подобную должность менее выдающегося офицера, выполнявшего повседневные управленческие обязанности владетеля, было распространённой практикой. В этом же году Фюрстенберг получил орден святого Губерта от герцога Баварии и женился на княгине Елизавете Турн-и-Таксис.

## Борьба с Революционной Францией
Когда Карл Алоис сражался в Сербии, во Франции в это время первое и третье сословие (духовенство, мещанство и буржуазия) воззвали к реформе французского правительства и написанию конституции. Изначально все европейские правители воспринимали события во Франции как дело, касающееся только французского короля и его подданных, и вмешиваться в ситуацию не собирались. На австрийский трон в 1791 году взошёл Леопольд II, бывший младшим братом Иосифа. Леопольд смотрел на ситуацию вокруг Марии-Антуанетты, приходившейся ему сестрой, и её детей со всё большим опасением. В августе того же года, после консультации с французскими эмигрантами и прусским королём Фридрихом Вильгельмом, Леопольд подписал Пильницкую декларацию, в которой утверждалось, что интересы монархов Европы и Людовивка XVI являют собой единое целое. Францию ожидали неопределённые, но весьма серьёзные последствия, если с королевской семьёй что-либо произойдёт. Французские эмигранты продолжали контрреволюционную агитацию. 20 апреля 1792 года французский Национальный конвент объявил войну Австрии. В войне Первой коалиции Франции пришлось противостоять большинству европейских государств, имевших с ней границу.

### Война Первой коалиции
В первые дни Французских революционных войн Карл Алоис цу Фюрстенберг оставался в качестве командира бригады, насчитывавшей всего лишь около 10 000 солдат под верховным командованием Антона Эстерхази. Его войско располагалось в Брейсгау, земли, принадлежавшей Габсбургам и находящейся между Шварцвальдом и Рейном. На этой территории между лесистыми горами и рекой находилось два важных плацдарма для речной переправы, которые предоставляли проход на юго-запад и центр Германии, а также к швейцарским кантонам. Бригада Фюрстенберга защищала Кель, небольшую деревню, находящуюся прямо напротив Страсбурга на противоположном берегу. Основные боевые действия в 1792 году, впрочем, проходили на севере, в Бельгии и на Майне.
На втором году войны Фюрстенберг был направлен командовать кавалерией в войске Дагоберта Зигмунда фон Вурмзера, в Верхнерейнской армии, и там же взял под своё командование авангард армии, находившейся рядом с городом Шпайер, который до сих пор контролировался французами. 30 марта он переправился через Рейн в месте у городка Кеч, стоя во главе авангарда, насчитывавшего 9 000 человек. Войска под его командованием заняли Шпайер 1 апреля. Адам Филипп де Кюстин, занимавший должность коменданта города, находился в поле вместе с большей частью своих солдат: те же, которых он оставил его защищать, просто сбежали из него. На следующий день Фюрстенберг занял Гермерсхайм. 3 апреля его войска в первый раз вступили в сражение с противником: пехота де Кюстина произвела ряд штыковых атак у деревень Бельхайма, Хёрдта и Лаймерсхайма, а после этого произошли отдельные столкновения при Ландау и Лотербуре. После этих атак Фюрстенберг был вынужден отойти на позиции, которые он занимал три дня назад. Затем он был вновь переведён и получил под своё командование Полк графа фон Каванага, где продолжил успешно сражаться во время контрнаступления французов во время октября-ноября 1793 года. Во время столкновения при Жедертайме, что находится на реке Цорн, он оказал помощь фельдмаршал-лейтенанту Габриэлю Антону в отражении контратаки французов. Вскоре после этого Фюрстенберг тяжело заболел и был отправлен лечится в город Агно. 22 декабря Фюрстенберг снова был назначен командовать под началом Вурмзера. Совместно они приняли участие в битве при Фрешвиллере против Лазара Гоша и Шарля Пишегрю. После того, как французские войска отступили через Рейн в месте недалеко от Юненга, что находится рядом с Базелем, Фюрстенберг начал руководить работами над созданием фортификационных сооружений в этой же местности.
В июне 1796 года князь командовал дивизией, в которую входили четыре батальона пехоты, 13 орудий, несколько отрядов фрайкора (волонтёров), защищая проход между Келем и Раштаттом у Рейна. 26 июня 1796 года французские войска Рейнско-мозельской армии форсировали Рейн и принудили контингент Швабского округа отступить из Келя. В июне того же года эрцгерцог Карл назначил Фюрстенберга командовать войсками округа, пожаловав ему чин фельдцейхмейстера. Его войска удерживали Раштатт до прибытия подмоги, после чего Фюрстенберг смог организовать упорядоченное отступление в верхнюю долину Дуная. Швабский контингент был демобилизован в июле, и генерал вернулся к командованию в регулярную армию австрийцев, которая перешла в контрнаступление. В битве при Эммендингене 19 октября 1796, Фюрстенберг вновь проявил свой полководческий талант: она завершилась победой австрийцев. Тем временем генерал Жан Виктор Мари Моро, командующий Рейнско-мозельской армии, стремился удержать плацдарм на восточном берегу Рейна после своего отступления из юго-западной Германии к западу от Шварцвальда. Фюрстенберг удерживал Кенцинген, что находится в четырёх километрах к северу от Ригеле на реке Эльц. Затем он получил приказ начать отвлекающий манёвр по направлению к Ригелю, чтобы защитить главные позиции австрийцев при Русте и Каппеле.
В битве при Шлингене (24 октября 1796), Фюрстенберг командовал второй колонной австрийских войск, куда входили девять батальонов пехоты и 30 эскадронов кавалерии; с этими силами он опрокинул Гувиона Сен-Сира, при этом удерживая свои позиции, чтобы предотвратить отступление французов на север по Рейну. Пока граф Антон Карл Максимилиан командовал основными силами на Келе, эрцгерцог Карл доверил Фюрстенбергу командование силами, осаждающими Юненг, а именно двумя дивизиями с 20 батальонами пехоты и 40 эскадронами кавалерии. Расчёт Карла относительно молодого фельдмаршал-лейтенанта оправдался. 27 ноября военные инженеры под его командованием осушили наполненные водой рвы, защищавшие фортификации французов. Фюрстенберг предложил бригадному генералу Жан-Шарлю Аббатуччи капитулировать, от чего тот отказался. В ночь с 30 ноября на 1 декабря силы Фюрстенберга штурмовали плацдарм дважды, но оба раза были отбиты. В одной из этих атак французский генерал был смертельно ранен и затем скончался 3 декабря. Фюрстенберг продолжал осаждать Кель, пока эрцгерцог Карл сражался с основными силами французов к северу от Келя.
После капитуляции французов в Келе 10 января 1797 года Фюрстенберг получил дополнительные силы, с которыми он мог закончить осаду Юненга. Он приказал взять город в кольцо и 2 февраля австрийцы приступили к штурму плацдарма. Генерал Жорж Жозеф Дюфур, новый французский командующий, отказался от кровопролития, предложив сдать мост. 5 февраля Фюрстенберг наконец овладел плацдармом. Франц II, император Священной Римской империи, назначил фельдмаршала кавалером (нем. Inhaber) 36-го пехотного полка, который носил его имя вплоть до смерти полководца в бою в 1799 году.

### Подписание мира
Войска антинаполеоновской коалиции: Австрии, России, Пруссии, Великобритании, Сардинии и прочих стран добились ряда побед при Вердене, Кайзерслаутерне, Неервиндене, Майнце, Амберге и Вюрцбурге, однако в северной Италии они не так и не смогли снять осаду Мантуи. Усилиями Наполеона Бонапарта в северной Италии австрийские войска были оттеснены к границе земель Габсбургов. Наполеон подписал перемирие в Леобене 17 апреля 1797 года, позднее заключив Кампо-Формийский мир, который вступил в силу 17 октября 1797 года. Австрийцы вывели свои войск с территорий, которые до этого заняли с таким трудом, и в том числе им пришлось оставить переправы при Юненге и Келе, имевшие стратегическое значение, а также ряд ключевых городов дальше на север.
Когда война закончилась, Фюрстенберг уехал поместье своего двоюродного брата, Карла Иоахима Алоиса, которое располагалось недалеко от Донауэшингена. Незадолго до этого Карл Иоахим как раз унаследовал титул князя цу Фюрстенберга. В конце 1797 года Карл Алоис уехал в Прагу и оставался там с семьёй до мая 1798 года, когда он получил назначение в новую дивизию, которая была расквартирована в Линце. После этого 17 сентября 1798 года у него родилась дочь, которую назвали Мария Анна.

## Вторая коалиция
Несмотря на заключение долгожданного мира, между Францией и большей частью союзников первой коалиции союзников росли напряжения. Фердинанд IV, король Неаполя, отказался выплачивать оговоренную контрибуцию Франции, а его подданные подняли мятеж против королевской власти. В ответ на это французы вторглись в Неаполь и провозгласили Партенопейскую республику. Восстание республиканцев в швейцарских кантонах при поддержке Франции привело к падению Швейцарской конфедерации и провозглашению Гельветической республики. На пути в Египет весной 1798 года, Наполеон высадился на острове Мальта и изгнал госпитальеров из их владений. Это разозлило Павла I, который был почётным главой Ордена. Французской оккупацией Мальты были возмущены и англичане, которые начали готовить операцию против французского гарнизона острова. Директория, в свою очередь, была убеждена, что австрийцы тайно готовились к новой войне. Действительно: чем слабее казалась Франция, тем серьёзнее австрийцы, неаполитанцы, русские и англичане на самом деле рассматривали такую возможность.
1 марта 1799 года генерал Жан Батист Журдан с 25 000 солдат Дунайской армии пересёк Рейн в районе Келя. Французы начали продвижение через Шварцвальд, почти не встречая сопротивления. В конечном счёте Журдан занял фланговые позиции на северном берегу Боденского озера. Получив приказ заблокировать движение австрийцев к швейцарским перевалам в Альпах, Журдан намеревался изолировать войска коалиции в Германии от союзников в северной Италии, чтобы предотвратить оказание им поддержки друг другу. Всё это наступление имело превентивный характер. Перейдя Рейн в начале марта, Журдан выступил против армии эрцгерцога Карала, стараясь успеть до того момента, когда Карлу на подмогу могла прийти 60-тысячная армия под командованием русского генералиссимуса А. В. Суворова. Кроме того, если бы французы смогли удержать горные проходы в Швейцарии, они имели бы возможность не только предотвратить перемещение австрийских войск из северной Италией в юго-западную Германию, но также и использовать эти маршруты для перемещения собственных сил между этими двумя театрами военных действий.

### Битва при Острахе
После начала военных действий в марте 1799 года Карл Алоис цу Фюрстенберг был со своими войсками на территории Баварии, к северу от имперского города Аугсбурга. Когда известие о том, что французы перешли Рейн, достигло австрийского лагеря, Карл приказал своей армии продвигаться на запад. Фюрстенберг двинул свои войска в сторону Аугсбурга, форсируя реку Лех.
Авангард французов прибыл в Острах в ночь с 8 на 9 марта, и в течение следующей недели вёл бои с передовыми частями австрийцев. В это же время прибывала основная часть французской армии. Журдан разместил 25 000 солдат вдоль линии от Залемского аббатства и Боденского озера до Дуная, центр армии же располагался в Острахе. Свой штаб он расположил в Пфуллендорфе, откуда открывался вид на всю долину Остраха. Журдан ожидал прибытие войск Доминика Вандама, который мог бы поддержать его северный фланг возле реки, однако Вандам двинулся в Штутгарт, где, по слухам, находилась австрийская армия. В результате левый фланг французов, где командовал Гувион Сен-Сир, оказался самым слабым. Журдан полагал, что он имел большее количество времени на подготовку к баталии, ожидая появление войск Карла через три или четыре дня. Эрцгерцог двинул свои войска через Лех по направлению к Остраху, но уже к середине страстной недели 1799 года более трети его армии, а именно 48 000 солдат, позиционировалась параллельно Журдену. Ещё 72 000 солдат находились на левом фланге у Кемптена, в центре возле Меммингена, и на правом фланге, который был растянут вплоть до Ульма.
21 марта передовые части французов и австрийцев вступили в ожесточённую схватку. Карл разделил свои силы на четыре колонны. Фюрстенберг прикрывал северный фланг основных сил эрцгерцога. Фельдмаршалу удалось оттеснить французов из Давидсвейлера, а затем и из Рупперсвейлера и Эйнхарда, которые располагались в пять километрах к северо-западу от Остраха. Сен-Сиру не хватало людей, чтобы удержать свои позиции, и вся линия его войск начала отступление к Остраху. Фюрстенберг продолжал оказывать давление на левый фланг французов, тем самым сыграв важную роль в падении их северного фланга. Развивая свой успех, австрийцы затем выбили Сен-Сира из Остраха, а затем и с высот Пфуллендорфа. Французские войска под давлением были вынуждены отступать к Штокаху, а оттуда ― и к Энгену.

### Битва при Штокахе и смерть (1799)
Утром 25 марта, предполагая начало генерального сражения, Карл Алоис цу Фюрстенберг разыскал полевого капеллана и попросил совершить над ним обряд таинства, сказав при этом своему помощнику, что во время сражения может случиться что угодно. Хотя ожесточённым было сражение и при Острахе, при Энгене и Штокахе австрийские и французские войска были гораздо сильнее сконцентрированы — здесь было больше людей в меньшем пространстве, в отличие от Остраха, где французские силы были растянуты тонкой длинной линией от Боденского озера к Дунаю. Кроме того, при Штокахе Журден был вынужден держать все войска под своим непосредственным контролем, за исключением, вероятно, войск Доминика Вандама, который маневрировал своими малыми силами кавалерии и лёгкой пехоты, пытаясь обойти правый фланг австрийцев.
В ходе сражения войска Журдана должны были участвовать в одновременных атаках по левому краю, по центру и справа от линии австрийцев. На правом фланге французов, генералы Сульям и Ферино встретили сильное сопротивление и были остановлены; на левом же фланге, войска Лефевра атаковали с такой силой, что им удалось отбросить австрийцев. Остановив наступление Сульяма и Ферино, Карл всё ещё сохранял в резерве войска, которые он намеревался отправить навстречу Лефевру. В этот же момент, к активным действиям перешёл Вандам. Карл располагал силами и для отражения новой угрозы, однако австрийское войско находилось в целом в затруднительном положении, отчаянно сражаясь на всех флангах. В один момент Карл попытался привести в действие восемь батальонов венгерских гренадеров, что привело старых солдат в смятение. Фюрстенберг якобы сказал, что пока он был жив, он бы не оставил этот пост (во главе гренадёров) и эрцгерцогу не следует спешиваться и продолжать сражаться. Фюрстенберг повёл гренадёров в атаку, но был сражён выстрелом картечи. Хотя его вынесли с поля боя живым, он умер почти сразу после этого. Карл в конечном счёте повёл своих гренадёров в бой, и как сообщается, его личная храбрость сплотила войска, которым удалось оттеснить французов. После битвы кто-то снял обручальное кольцо Фюрстенберга и вернул его к жене в Прагу с известием о его смерти. Он был похоронен на кладбище у поля боя при Штокахе. Позднее его родственники воздвигли там памятник, но в 1857 году его тело перенесли на семейное кладбище Мария-Хоф в Нейдингене, близ Донауэшингена.

## Семья
После смерти Проспера Фердинанда, графа Фюрстенберг, в Войне за испанское наследство в 1704 году, наследство Фюрстенбергов было разделено между двумя младшими сыновьями графа, Иосифом Вильгельмом Эрнстом и Вильгельмом Эгоном; старший сын позднее принял церковный сан. Фамилия Фюрстенбергов впоследствии была повышена до княжеского титула 2 февраля 1716 года: Иосиф Вильгельм Эрнст получил титул первого князя (Фюрста) цу Фюрстенберг (нем. Fürst zu Fürstenberg). Князь имел трех сыновей: Иосиф Венцель Иоганн Непомук (1728—1783), Карл Борромеус Эгон (1729—1787), и Проспер Мария, который умер в младенчестве. Титул перешёл по линии первого сына, Иосифа Венцеля (который был вторым князем), затем ― его сыну Иосифу-Марии-Бенедикту Карлу (третий князь, умер в 1796 году), а затем ― другому сыну второго принца, Карлу Иоахиму Алоису (четвертый принц). Последний сын Иосифа Вильгельма Эрнста умер в 1803, не оставив мужского потомства. Поэтому титул перешёл по мужской линии, доставшись второму сыну первого князя. Этот сын, Карл Эгон Борромеус, умер в 1787 году.
Старший сын Карла Борромеуса Эгона, Иосиф Мария Венцель (16 августа 1754 — 14 июля 1759), умер в детском возрасте. Второй сын, Филипп Нериус Мария (Прага, 21 октября 1755 — 5 июня 1790), женился в 1779 году на своей двоюродной сестре, Жозефе Иоганне Бенедикте фон Фюрстенберг (сестре третьего и четвёртого князей) в Донауешингене. Лишь один из их сыновей дожил до подросткового возраста, но умер в возрасте 15 лет. Другие дети были дочерьми, и поэтому не имели права наследовать княжеский титул. Поэтому он был передан потомкам Карла Алоиса цу Фюрстенберга по мужской линии.
По состоянию на 1803 год два ребёнка Карла Алоиса цу Фюрстенберг по-прежнему были живы. Карл Эгон, как единственный сын, унаследовал титул князя Фюрстенберга; он и его старшая сестра прожили долгую жизнь и завели свои семьи.
Дети Карла Алоиса цу Фюрстенберг и Елизаветы фон Турн унд Таксис:
- Мария Леопольдина (Прага, 4 сентября 1791 — Купферцелль, 10 января 1844); вышла замуж в Хайлигенберге 20 мая 1813 года за Карла Альберта III, князя Гогенлоэ-Вальденбург-Шиллингсфюрст (Вена, 29 февраля 1776 — Бад-Мергентхайм, 15 июня 1843)
- Мария-Жозефа (9 Сентября 1792)
- Антоний (28 Октября 1794 — 1 Октября 1799)
- Карл Эгон II (Прага, 28 октября 1796 — Бад-Ишль 22 октября 1854), наследник своего двоюродного брата, Иоакима, стал пятым Фюрст цу Фюрстенберг 17 мая 1804. Он женился 19 апреля 1818 года на Амалии Кристине Каролине Баденской (Карлсруэ, 26 января 1795 — Карлсруэ, 14 сентября 1869).
- Мария Анна (17 Сентября 1798 — 18 Июля 1799)[29]